# Grandview Lookout Tower and Cabin
Ne doit pas être confondu avec Grandview Lookout Tree.
La Grandview Lookout Tower and Cabin est une station composée d'une tour de guet et d'une cabane du comté de Coconino, en Arizona, dans le sud-ouest des États-Unis. Protégé au sein de la forêt nationale de Kaibab, cet ensemble architectural construit en 1936 est inscrit au Registre national des lieux historiques depuis le 28 janvier 1988.